# Terminal (série)
Pour les articles homonymes, voir Terminal.
Ne doit pas être confondu avec Le Terminal.
H (suite spirituelle)
Terminal est une série télévisée française dont le premier épisode est diffusé, gratuitement, le 27 mai 2024 à 21 h 10 sur la chaîne Canal+. La série est perçue comme la suite de H,.

## Synopsis
La série, qui se passe principalement dans un aéroport, met en scène le quotidien des employés de la compagnie aérienne low-cost Flywingz.

## Production
Sauf indication contraire, les informations mentionnées dans cette section peuvent être confirmées par la base de données cinématographiques IMDb,  présente dans la section « Liens externes ».
Le tournage de cette série a obtenu le label ecoprod,.
- Titre original : Terminal
- Création : 
  - Azedine Bendjilali[6]
  - Giukio Callegari[6]
  - Xavier Lacaille[6]
  - Paul Mirabel[6]
  - Angela Soupe[6]
- Scénario :
  - Giukio Callegari
  - Andréas Georgiou
  - Xavier Lacaille
  - Jamel Debbouze
  - Clémence Dargent[7]
  - Yohan Zaoui[7]
  - Angela Soupe[7]
- Production : Hervé Ruet
- Pays d'origine :  France
- Langue originale : Français
- Soutenu financièrement par : la région Île-de-France en partenariat avec le Centre National du Cinéma et de l'image animée[8],[6], le montant de la subvention s'est élevée à 295 000 euros[9],[10]
- Genre : Sitcom, comédie[11]
- Distribuée par : Studiocanal
- Nombre de saisons : 1
- Nombre d'épisodes : 12
- Durée : 22-28 minutes
- Dates de premières diffusions :
  -  France 27 mai 2024[2]

## Distribution

### Personnages principaux
Sauf indication contraire, les informations mentionnées dans cette section peuvent être confirmées par la base de données cinématographiques Allociné,  présente dans la section « Liens externes ».
- Ramzy Bedia : Jack, commandant de bord
- Jamel Debbouze : Max, chef de sécurité
- Camille Chamoux : Armelle
- Bérangère McNeese : Charlie, copilote
- Brahim Bouhlel : Nabil, steward
- Tristan Lopin : Tristan
- Doully : Nicky
- Manu Payet : Chris
- Samuel Bambi : Enzo
- Laureen "lapotegenante" : Nelly
- Alexandra Roth: Cathy

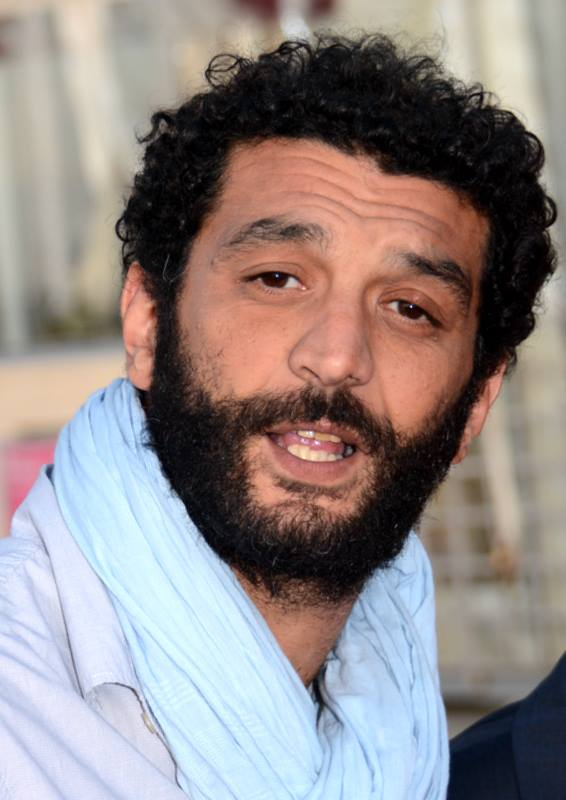
Ramzy Bedia
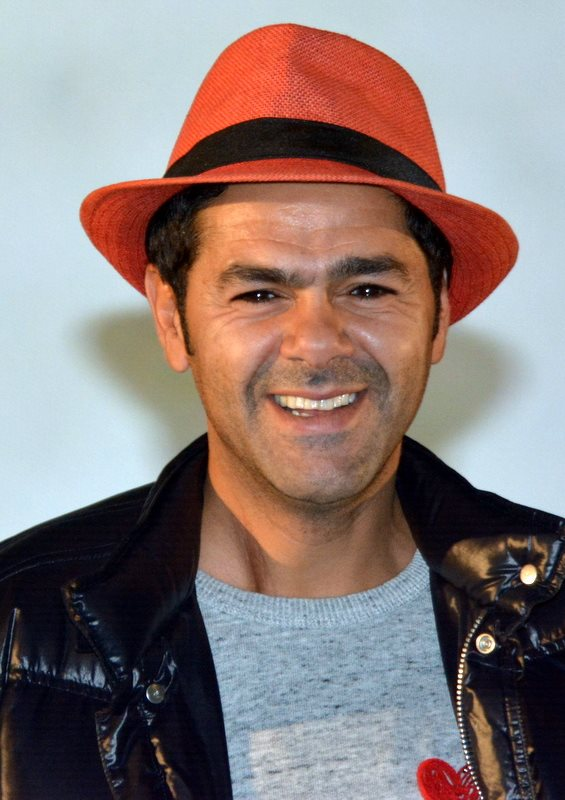
Jamel Debbouze
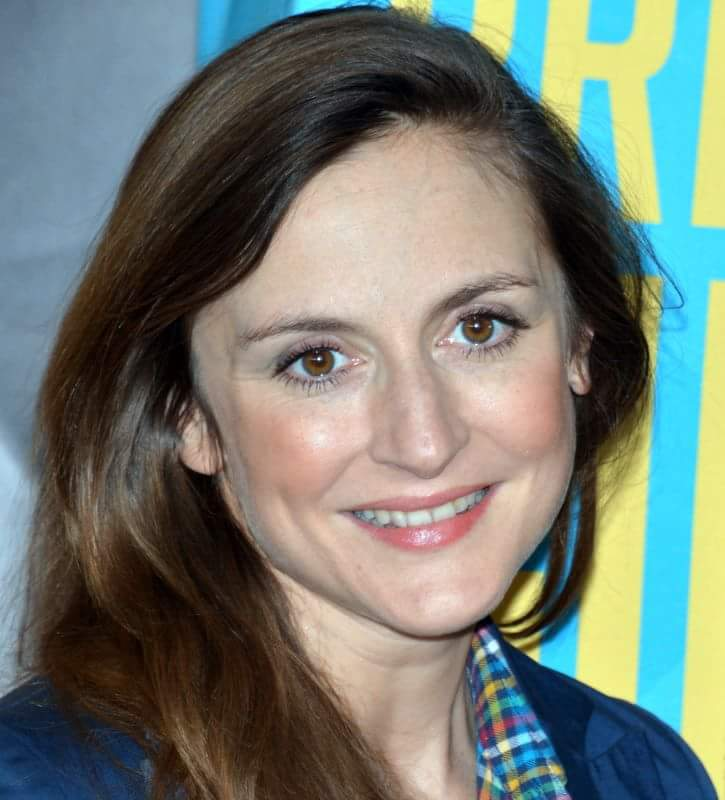
Camille Chamoux

### Invités
- Mister V : Passager comptable (saison 1, épisode 4)
- Kad Merad : Sylvain Cresson (saison 1, épisode 8)
- Eric Pagliarin : Passager aveugle (épisode 2)
- Aure Atika : Florence (épisode 11)
- Benjamin Gomez : Passager business relou (épisode 6)
- Demba Touré : Passager portable (épisode 6)

## Épisodes

### Saison 1
Cette première saison de Terminal compte 12 épisodes.
1. Good Cop Bad Cop
2. Le Boulon
3. La tempête
4. Le stagiaire
5. Conduite accompagnée
6. La première classe
7. Le Bad Buzz
8. L'Inspection
9. La peur
10. La formation de sécurité
11. La séduction
12. Le Wingz Comedy Club